# Ambergris Caye
Ambergris Caye je otok u belizejskom dijelu Karipskog mora
Iako administrativno pripada okrugu Belize, najbliža točka na kopnu je u okrugu Corozal.
Otok je dug 40 kilometara od sjevera prema jugu, oko 1,6 km širok te površine od 64 km². Ime je dobio po amberu (čvrsta, voskasta zapaljiva supstanca, mutno sive ili crne boje, sa šarenim sjenama poput mramora)
Čovjek nije mnogo utjecao na okoliš otoka, tako da se on uglavnom sastoji od prstena od bijelog pijeska na plažama i mangrovim močvarama u unutrašnjosti. San Pedro Town je najveće naselje i jedini grad na otoku koji je 2012. godine imao 13.381 stanovnika. Postoji i niz malih sela i naselja. Turizam je važan za razvoj otoka, a započeo je u ranim 1970-im, te znatno porastao u kasnim godinama 20. stoljeća. Glavne atrakcije su koraljni greben i plaže. Koraljni greben je drugi po veličini u svijetu, nakon Velikog koraljnog grebena u Australiji.

## Galerija
- Plavetna voda oko obale Ambergris Cayea
- Sumrak na otoku
- Pogled na koraljni greben u daljini

## Vanjske poveznice
|  | Zajednički poslužitelj ima još gradiva o temi Ambergris Caye |

- AmbergrisCaye.com— San Pedro je jedini grad na Ambergris Cayeu, turistička prezentacija
- The San Pedro Sun novine lokalne novine